# Andreas Götze

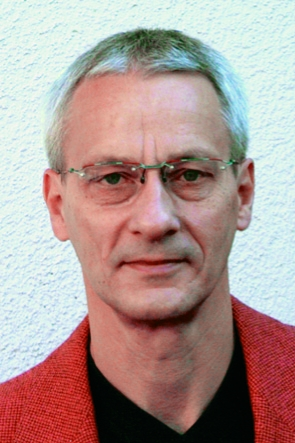
Andreas Götze

Andreas Götze (* 2. Januar 1953 in Zittau) ist ein deutscher ehemaliger Turner und Sportjournalist. Als DDR-Meister am Pauschenpferd 1971 bereitete er sich auf eine Teilnahme an den Olympischen Sommerspielen 1972 vor. Aus politischen Gründen musste er zuvor seine Karriere beenden. Später war er als Sportjournalist tätig. Seit 2000 ist Götze Chefredakteur und Herausgeber der Sportzeitschrift LEON* zum Thema Turnen.

## Leben und Karriere

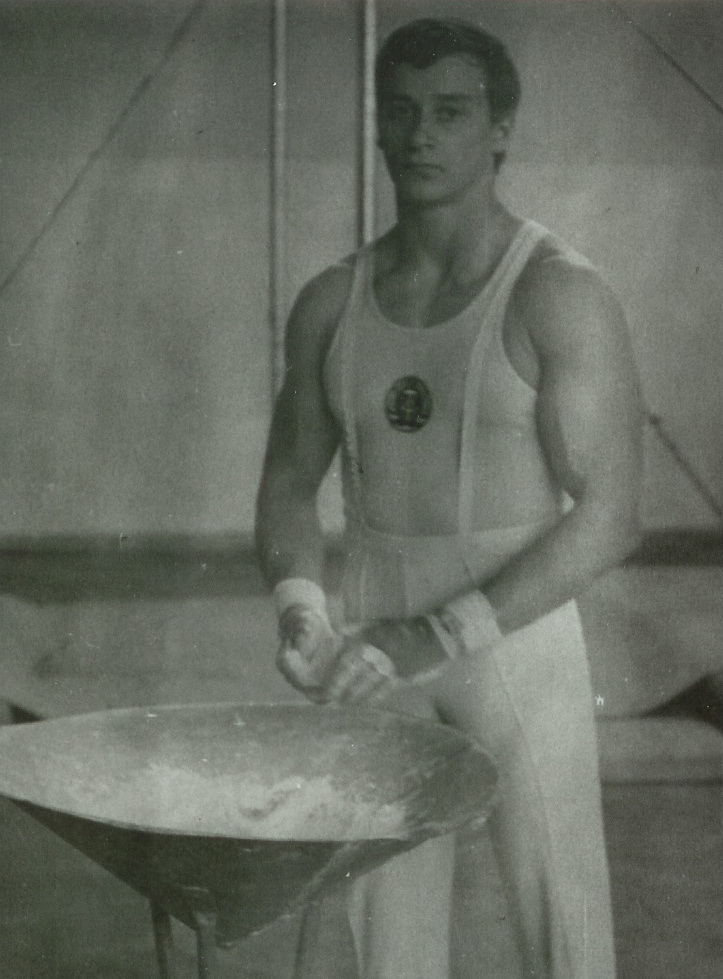
Andreas Götze, 1972

Andreas Götze wurde am 2. Januar 1953 in Zittau geboren, wuchs in Oybin auf und begann schon früh mit dem Geräteturnen. Aus der Oberlausitz wechselte er zunächst zum SC Einheit Dresden und später ins Leistungszentrum beim ASK Vorwärts Potsdam. Er spezialisierte sich auf das Pauschenpferd und konnte an diesem Gerät 1971 DDR-Meister werden sowie einen zweiten Platz hinter dem damaligen Pferdspezialisten und späteren Olympiasieger Zoltán Magyar bei den Jugendwettkämpfen der Freundschaft, einer Art Junioren-Europameisterschaft, belegen.
Götze wurde für den Olympiakader 1972 nominiert, ihm wurde jedoch nahegelegt, aufgrund von Rückenproblemen seine Karriere zuvor zu beenden. Bei späteren Recherchen ergab sich, dass das Ministerium für Staatssicherheit eine Teilnahme aufgrund von „Westverwandtschaft“ Götzes verhindert hatte.
Nach einem einjährigen Volontariat studierte er an der Universität Leipzig Journalismus und war im Anschluss mehrere Jahre für die Tageszeitung Junge Welt insbesondere in der Sportberichterstattung tätig. Nach der Wende verließ er die Redaktion und arbeitete ab 1992 beim Schwäbischen Turnerbund, danach, ab 2001, beim Württembergischen Landessportbund. Dort übernahm er als Chefredakteur die Verbandszeitschrift.
Seit dem Jahr 2000 ist Götze Chefredakteur und Herausgeber der Sportzeitschrift LEON*. Darüber hinaus hat er mehrere Bücher zum Turnsport veröffentlicht, darunter eine Chronik zum deutschen Turnsport von 1896 bis 1992 sowie einen Bildband zu den Turn-Weltmeisterschaften 2007.
Götze ist verheiratet, hat drei Kinder, vier Enkel und lebt in Strausberg bei Berlin.

## Werke (Auswahl)
- mit Hans-Jürgen Zeume: Flickflack – Weltbühne des Turnens. Sport-Verlag, Berlin 1987, ISBN 3-328-00181-6.
- mit Eckhard Herholz: Das Turnjahrhundert der Deutschen: Olympische Spiele, Weltmeisterschaften, Europameisterschaften und Weltcupwettbewerbe von 1896 Athen bis 1992 Barcelona, Berlin 1992, ISBN 978-3-929161-01-4
- mit Jürgen Uhr: Eberhard Gienger präsentiert Mond-Salto. Die großen Erfinder. Steinmeier, Nördlingen 1994, ISBN 978-3-927496-26-2
- mit Michael Weber: Faszination Turnen: The beauty of Gymnastics. Ebersbach Bechtel Verlag, Ebersbach 2007.
- Das Turnen in der DDR. In: Annette Hofmann: 200 Jahre Turnbewegung. 200 Jahre soziale Verantwortung, Deutscher Turner-Bund e. V., Frankfurt am Main 2011. ISBN 978-3-929371-21-5 (online verfügbar)